# Regiunea Sud-Bandama
Regiunea Sud-Bandama este una dintre cele 19 unități administrativ-teritoriale de gradul I ale statului Coasta de Fildeș.